# Vintern 2009–2010 i Storbritannien

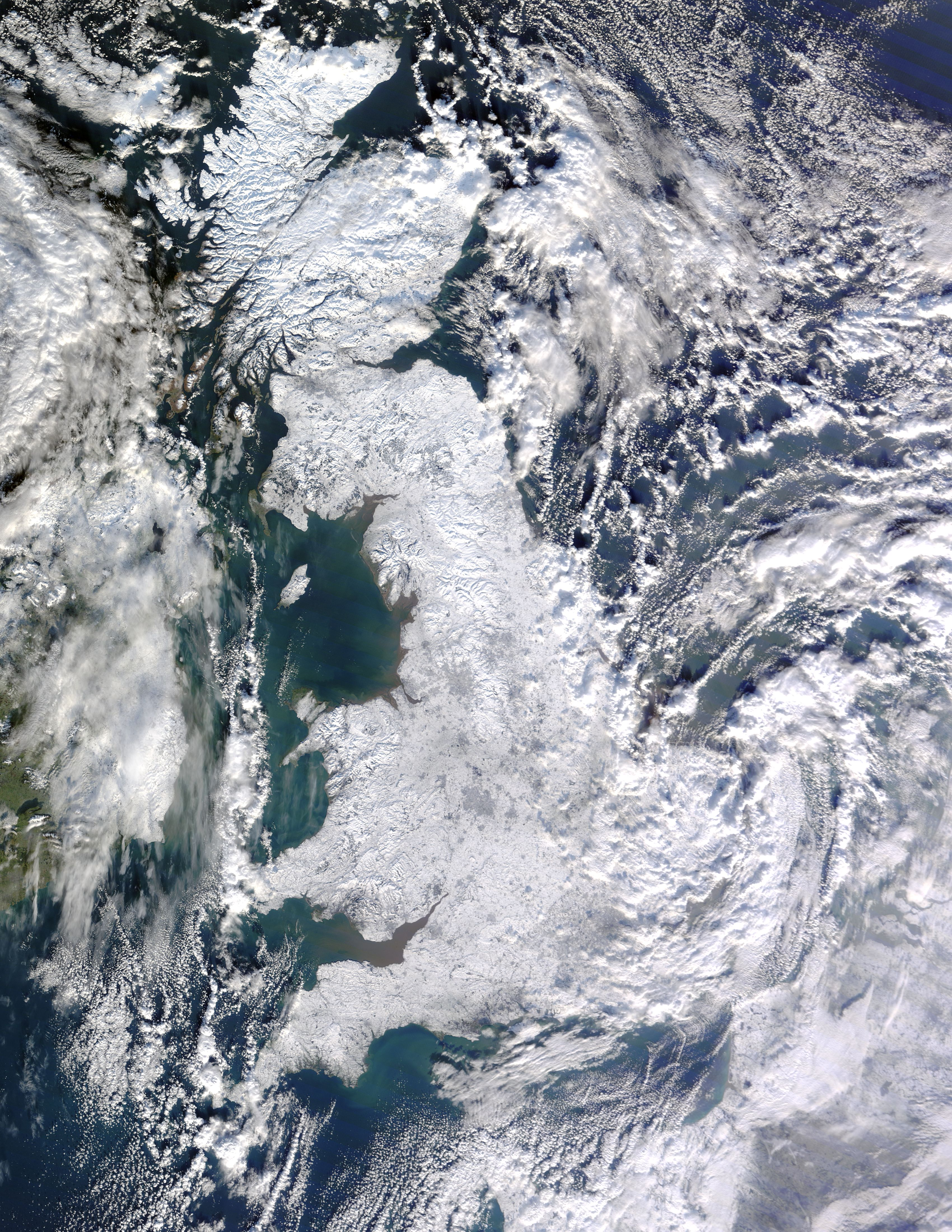
Satellitfotografi från den 7 januari 2010 efter flera dagars snöfall.

 Vintern 2009–2010 i Storbritannien (i medierna kallad "Big Freeze") var en långvarig väderlekshändelse, som inleddes den 16 december 2009, som en del av stränga vintern i Europa. År 2010 upplevde Storbritannien sin kallaste januarimånad sedan 1987.
Snön började falla den 17 december 2009. Det strängaste snöovädret började den 5 januari 2010 i Nordvästra England och västra Skottland, med temperaturer på −17,6 °C (0,3 °F) i Greater Manchester. Snöovädret spred sig till södra England, och den 6–7 januari 2010 var hela Storbritannien snötäckt, vilket fotograferades av by NASA:s satellit Terra. Veckan därpå började temperaturerna stiga.

### Fotnoter
1. ↑  ”Januari 2010”. The Met Office. Arkiverad från originalet den 17 januari 2012. https://web.archive.org/web/20120117191208/http://www.metoffice.gov.uk/climate/uk/2010/january.html. Läst 20 februari 2010.
2. 1 2 3  ”Snow and low temperatures - December 2009 to January 2010”. www.metoffice.gov.uk. http://www.metoffice.gov.uk/climate/uk/interesting/jan2010/. Läst 9 september 2011.
3. ↑  ”Minus 17.6C - Big freeze sets new record”. Manchester Evening News. 7 januari 2010. Arkiverad från originalet den 12 november 2012. https://web.archive.org/web/20121112204427/http://menmedia.co.uk/manchestereveningnews/news/s/1188272_minus_176c__big_freeze_sets_new_record. Läst 9 september 2011.
4. ↑  [Frozen Britain seen from above ”Frozen Britain seen from above”]. BBC News. 7 januari 2010. Frozen Britain seen from above. Läst 5 december 2011.